# Adamówek (Nowy Dwór Mazowiecki)
Pour les articles homonymes, voir Adamówek.
Adamówek (prononciation : [adaˈmuvɛk]) est un village polonais de la gmina de Czosnów dans le powiat de Nowy Dwór Mazowiecki de la voïvodie de Mazovie dans le centre-est de la Pologne.
Il se situe à environ 2 kilomètres au sud de Czosnów (siège de la gmina), 9 kilomètres au sud-est de Nowy Dwór Mazowiecki (siège du powiat) et à 25 kilomètres au nord-ouest de Varsovie (capitale de la Pologne).

## Histoire
De 1975 à 1998, le village appartenait administrativement à la voïvodie de Varsovie.